# Гіляровський Володимир Олексійович
Володи́мир Олексі́йович Гіляро́вський (26 листопада (8 грудня) 1855, маєток графа Олсуф'єва, Вологодський повіт, Вологодська губернія — 1 жовтня 1935, Москва) — російський письменник українського походження, журналіст-побутописець життя кримінальної Москви кінця ХІХ — початку XX століть.

## Життєпис

### Українське коріння Гіляровського
Народився «дядько Гіляй» у Вологодській губернії, де його батько був помічником економа одного з місцевих маєтків, а економом був його дідусь по матері, чорноморський козак з Кубані Петро Мусатий, чий батько-запорожець прийшов на Кубань із Січі після розгрому Запорожжя Катериною II у 1775 році.
В. Гіляровський так згадував про своїх родичів:
| «Наша семья жила очень дружно. Отец и дед были завзятые охотники и рыболовы, первые медвежатники на всю округу, в одиночку с рогатиной ходили на медведя. Дед чуть не саженного роста, сухой, жилистый, носил всегда свою черкесскую косматую папаху и никогда никаких шуб, кроме лисьей, домоткацкого сукна чамарки и грубой свитки, которая была так широка, что ей можно было покрыть лошадь с ногами и головой»[4]. |.
Вдавшись у дідуся фізичною силою і сміливістю, Володимир Гіляровський став найвідомішим кримінальним журналістом Москви свого часу. Він не боявся відправитись у найнебезпечніші куточки «білокам'яної», злочинницькі «малини» і «хази», куди не наважувалися сунути носа навіть московські поліцейські. Власні спостереження із життя кримінальної столиці Гіляровський згодом зібрав у двох книжках — «Трущобные люди» і «Москва и москвичи».
Не забував Гіляровський і свого українського походження. Завжди у козацькій шапці, з козацькими вусами, романтично закоханий у Запорізьку Січ, дуже шкодував, що не знав добре української мови і не міг повноцінно брати участь в українському культурному житті. Однак і українській справі Гіляровський, хоч і трохи, прислужився. Побувавши на Лівобережній Україні, 1902 року випустив у світ книжку «На родине Гоголя (из поездки по Украине)», написавши у заголовку саме «Україна», замість звичного російського «Малоросія», як тоді вимагала імперська влада і що на той час було досить сміливим вчинком.
Волелюбною козацькою поетикою пронизані твори Гіляровського, присвячені Запорізькій Січі. Так, в нарисі «Запорожская Сечь (1775—1925)» Гіляровський наводить старовинну легенду про походження російського царя Лжедмитрія I, яку він почув під час турецької війни від кубанських козаків:
| «Много лет спустя, на турецкой войне, среди кубанцев-пластунов я слыхал интереснейшую легенду, переходившую у них из поколения в поколение, подтверждающую пребывание в Сечи «Лжедимитрия». Когда на коронацию Дмитрия прибыли наши запорожцы почетными гостями, то их поставили около самого красного крыльца, откуда выходил царь. Ему подвели коня и поставили скамейку, с которой он, поддерживаемый боярами, по царским обычаям должен был садиться. – Вышел царь, спускается... мы глядим на него и шепчемся, – рассказывали депутаты своим детям. – Знакомое лицо и ухватка. Где-то мы его видали? Спустился царь, отмахнул рукой бояр, пнул скамейку, положил руку на холку, да прямо, без стремени, прыг в седло – и как врос. А мы все разом: –Це наш, Грицко! А он мигнул нам, да – и поехал...» [5]. |.
У поезії «Запорожцы» Гіляровський також сміливо для свого часу славить українського гетьмана Мазепу і запорізького кошового Костя Гордієнка за їхній союз зі шведським королем Карлом ХІІ, який, на думку Гіляровського, міг призвести до постання незалежної української козацької держави:
 Пируют шведы с казаками,  

 Гуляют об руку рука,  

 И обнимаются друзьями  

 Соединенные войска. 

## Гіляровський і картина Рєпіна «Запорожці»
Дуже часто можна почути припущення, що на відомій картині Іллі Рєпіна «Запорожці пишуть листа турецькому султану» серед інших героїв сучасного йому українського руху художник зобразив і Володимира Гіляровського у вигляді кремезного і сивого козака в білій шапці та червоній свитці, чий богатирський регіт, здається, виривається з полотна і лине до глядача картини. (Іноді цього персонажа називають ще Тарасом Бульбою). Гіляровський у свої похилі літа, дійсно, і кремезною постаттю, і сивими козацькими вусами був дуже схожим на цього персонажа. А може, і свідомо хотів походити на нього і ніколи не заперечував, якщо хто-небудь із його співрозмовників у приватній бесіді порівнював його з героєм картини Рєпіна. Але насправді зобразити Гіляровського на цій картині Рєпін аж ніяк не міг.
Писати картину Рєпін почав у 1880 році, а ескізи, на яких зображений кремезний козак, що регоче на всю картину, з'явилися вже у 1878-му. В цей час 23-літній юнак Володимир Гіляровський, згадавши батьківщину свого дідуся, відправляється в складі загону кубанських козаків на війну Росії з Туреччиною за визволення болгарського народу з-під турецького ярма. Збереглася і світлина молодого Гіляровського, статного, безвусого, в кубанській черкесці, аж нічим не схожого на старого козарлюгу Тараса Бульбу з полотна Іллі Рєпіна.
Стародубський краєзнавець Георгій Метельський у своїй книзі «Листья дуба», що присвячена історії колишньої української Стародубщини, доводить, що в образі старого козака в червоній свитці Рєпін зобразив іншого видатного українця, композитора Олександра Рубця, до якого приїздив декілька разів у Стародуб на етюди. І справді, і за віком, і статурою Олександр Рубець більше походить на Тараса Бульбу, ніж тодішній Гіляровський.
До речі, і сам Гіляровський у своїх друкованих творах ніколи не посягав на лаври героя картини Рєпіна. Так, в нарисі «Запорожская Сечь (1775—1925)» він згадує відомого українського історика Дмитра Яворницького і пише, що той став прототипом для постаті писаря з картини Рєпіна, а про себе — ані слова… Отже, присутність Гіляровського на картині «Запорожці» — то лише міф.

## Галерея

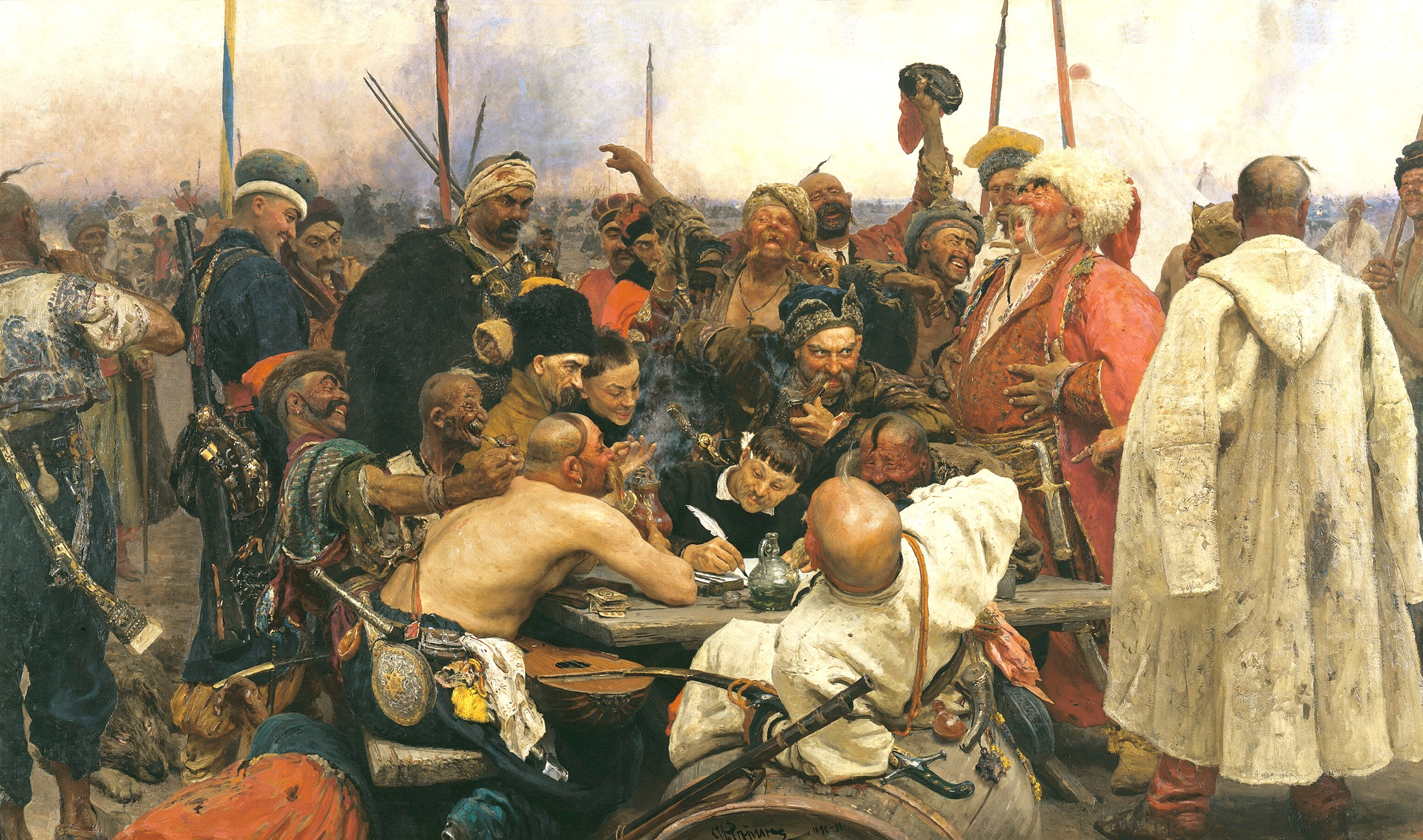
Картина Рєпіна «Запорожці».
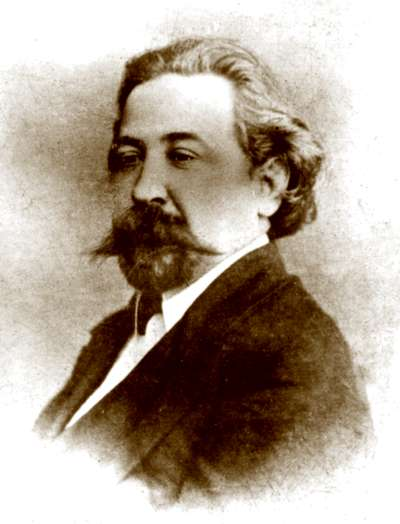
Олександр Рубець.
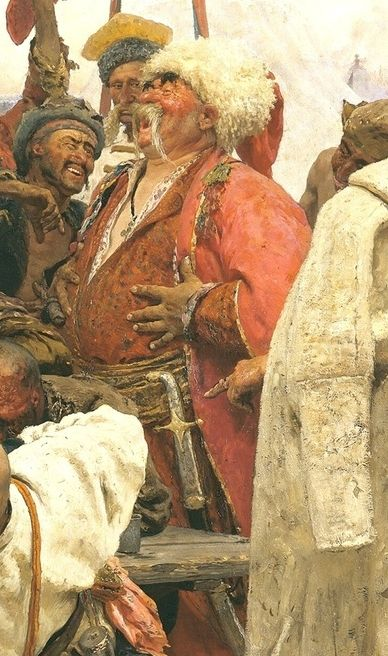
Фрагмент картини.
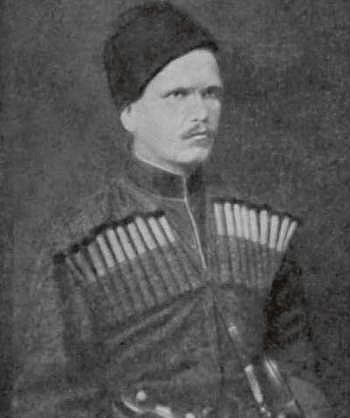
Гіляровський у 1878 році.

## Твори
- Трущобные люди (1887);
- На родине Гоголя (из поездки по Украине) (1902);
- Запорожская Сечь (1775—1925) (1925)
- Москва и москвичи (1926);
- Мои скитания (1928);
- «Запорожцы» (поезія)